# 武成 (北周)
武成（559年八月十四日—560年十二月）是北周明帝宇文毓的年号，由大冢宰宇文護控制朝政。歷時年餘。
武成二年四月北周武帝宇文邕即位沿用。

## 纪年
| 武成 | 元年  | 二年  |
| ---- | ----- | ----- |
| 公元 | 559年 | 560年 |
| 干支 | 己卯  | 庚辰  |

## 參看
- 中国年号索引
  - 其他使用武成年號的政權
- 同期存在的其他政权年号
  - 大定（555年正月—562年正月）：西梁政權梁宣帝蕭詧的年号
  - 天啓（558年三月—560年二月）：南朝梁政權永嘉王蕭莊的年号
  - 永定（557年十月—559年十二月）：南朝陈政權陳武帝陳霸先的年号
  - 天嘉（560年正月—566年二月）：南朝陈政權陳文帝陈蒨的年号
  - 天保（550年五月—559年十二月）：北齊政权齊文宣帝高洋年号
  - 乾明（560年正月—八月）：北齊政权齊廢帝高殷年号
  - 皇建（560年八月—561年十一月）：北齊政权齊孝昭帝高演年号
  - 建昌：高昌政权麴寶茂年号
  - 延昌：高昌政权麴乾固年号
  - 開國（551年—568年）：新羅真興王之年號